# Adelaida I de Quedlinburg
Adelaida I (en alemán: Adelheid; 973/974- 14 de enero de 1044 o 1045) fue miembro de la dinastía otoniana y la segunda princesa-abadesa de Quedlinburg desde 999, abadesa de Gernrode desde 1014, y abadesa de Gandersheim desde 1039 hasta su muerte, así como una influyente hacedora de reyes de la Alemania medieval.

## Primeros años

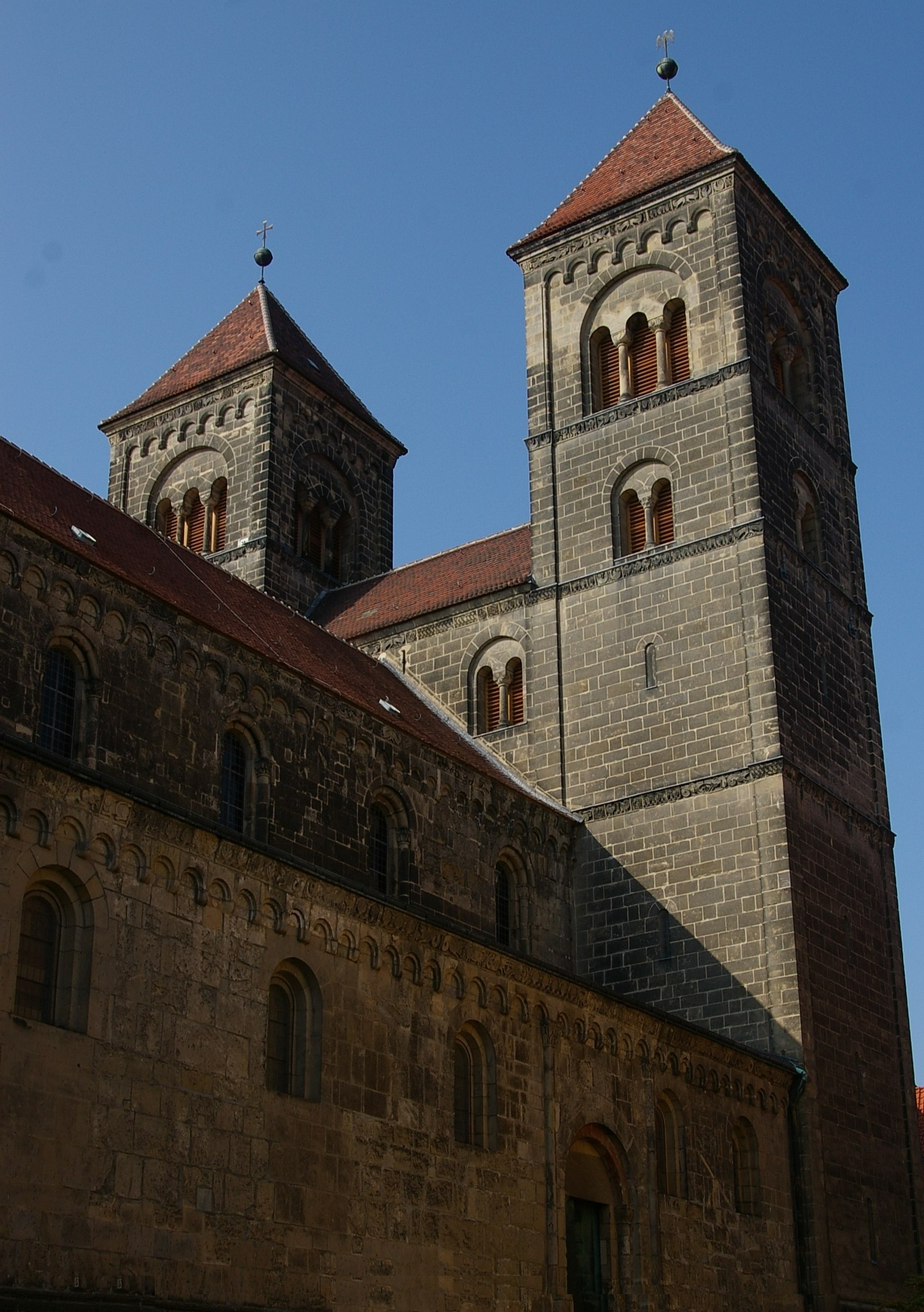
Iglesia de San Servacio, en Quedlinburg.

Llamada así en honor a su abuela paterna, la reina Adelaida de Italia, la abadesa Adelaida fue la hija mayor del emperador Otón II del Sacro Imperio Romano Germánico y de su esposa, Téofano. Fue educada en la abadía de Quedlinburg por su tía paterna, la abadesa Matilde. Mientras que Matilde y Teófano se encontraban en la corte italiana de Pavia en 984, la joven Adelaida fue secuestrada por las fuerzas de su tío, el duque Enrique II de Baviera, y custodiada por el conde Egbert el Tuerto de la Casa Billung. Sería liberada pronto después por las tropas leales sajonas.
En octubre de 995, Adelaida se convirtió en canóniga en Quedlinburg. Cuando la abadesa Matilde murió el 7 de febrero de 999, Adelaida fue elegida como su sucesora y fue consagrada durante Michaelmas (el 28 de septiembre) por el obispo Arnolfo de Halberstadt.

## Influyendo las elecciones reales e imperiales
En las elecciones reales de Alemania de 1002 después de la muerte de su hermano, el emperador Otón III, Adelaida y su hermana, la abadesa Sofía de Gandersheim, actuaron como verdaderas hacedoras de reyes, habiendo rechazado al margrave Ecardo I de Meissen como candidato para ser rey. Junto con Sofía, Adelaida tuvo mucha influencia en la elección de su primo, Enrique, como rey de los romanos. Enrique le concedió vastas propiedades a la abadía de Quedlinburg y en 1014 le confió a Adelaida la administración de los conventos en Gernrode, Frose y Vreden, en Westfalia. Él celebraba banquetes importantes en Quedlinburg, y en 1021 asistió a la consagración de la Iglesia Colegial de San Servacio junto con el arzobispo Gero de Magdeburgo. 
La princesa-abadesa y su hermana también influyeron en la elección del sucesor salio de Enrique, el rey Conrado II, como emperador del Sacro Imperio en 1027. Sin embargo, cuando Sofía falleció el 27 de enero de 1039, Conrado al principio rechazó el pedido de Adelaida para suceder a su hermana como abadesa de Gandersheim. Tras la muerte del emperador aquel año, el rey Enrique III finalmente le concedió a Adelaida el derecho de gobernar Gandersheim.

## Muerte
Adelaida falleció el 14 de enero de 1044 o 1045 y fue sucedida por su pariente, Beatriz de Franconia. Fue enterrada en la abadía de Quedlinburg. Un tumba tamaño real preserva la imagen convencional de Adelaida. Está representada como una mujer santa vestida con el hábito de monja y con el Evangelio en la mano. Esta imagen es una representación de Adelaida y no cómo era ella en realidad.